# École hôtelière

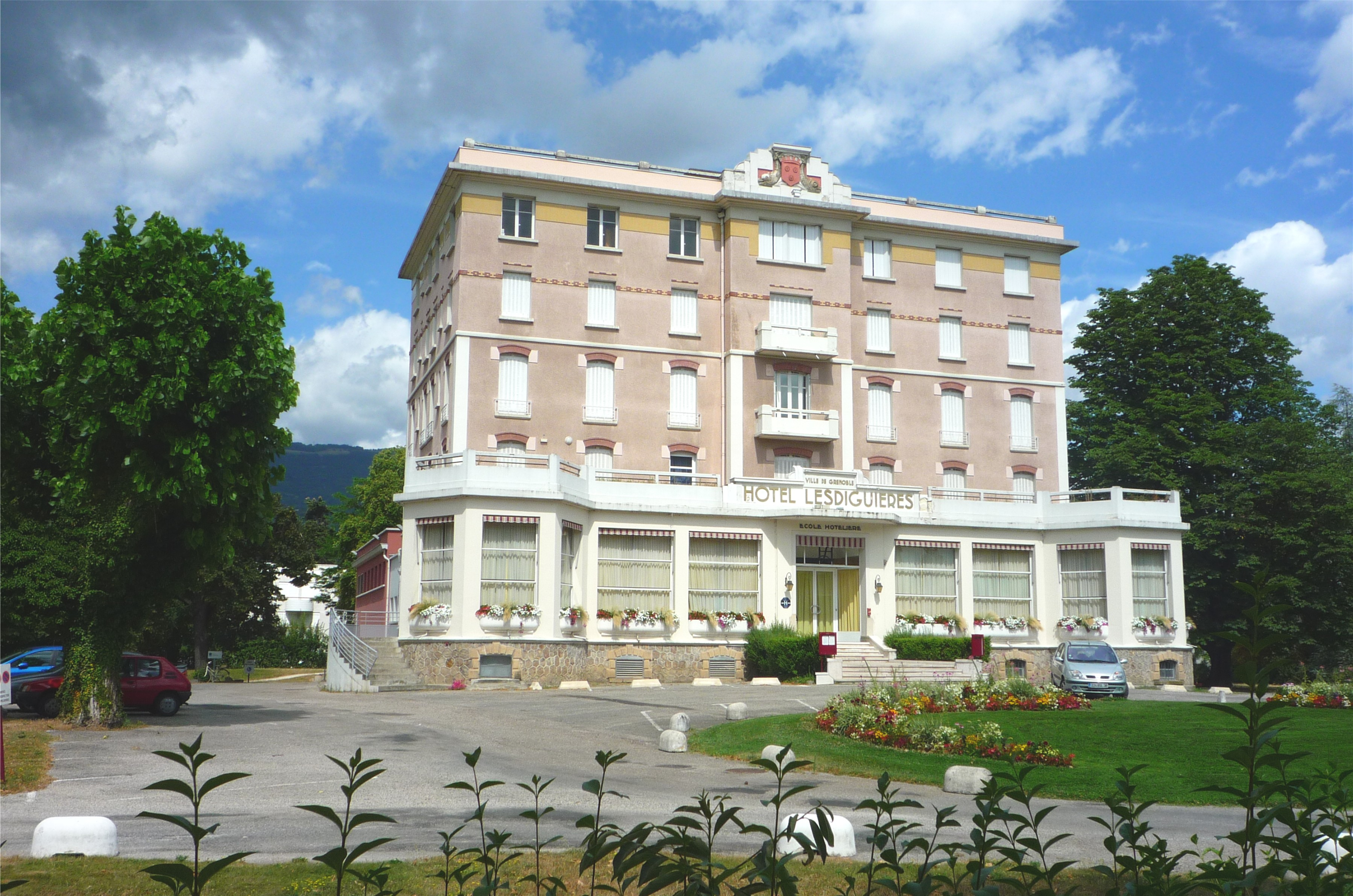
Hôtel d’application du lycée des métiers de l’hôtellerie et du tourisme de Grenoble- Lesdiguières (France)

Une école hôtelière, (également dénommée en France lycée des métiers de l'hôtellerie ou lycée hôtelier, hospitality school en anglais), est un établissement scolaire dispensant un enseignement professionnel adapté aux divers emplois de l'hôtellerie et de la restauration.

## Présentation
Ces établissements d’enseignement spécialisé assurent une formation aux métiers de l’hôtellerie et de la restauration, tels que des serveurs, des maîtres d’hôtel, des cuisiniers et des chefs de cuisine, jusqu'à la fonction directeur (ou manager) de restaurant et d'hôtel. Selon leurs motivations, les élèves peuvent préférer un parcours orienté restauration rapide, traditionnelle ou collective, voire simplement l'hôtellerie. Les programmes varient selon l’établissement mais ils sont généralement conçus pour offrir une formation complète aux étudiants qui souhaitent exercer dans cette activité,.
D'autres établissements d'enseignement secondaire non spécialisés proposent également une filière HORECA.

## Historique
C’est à Ouchy, ville située au bord du lac Léman, près de Lausanne, en Suisse, en 1893, dans l’ancien Hôtel d’Angleterre, que fut lancée la première école hôtelière. Les étudiants âgés de 16 à 18 ans y entraient afin d'y étudier diverses matières enseignées dans les autres établissements scolaires, mais aussi la tenue des livres, la calligraphie, la géographie de la Suisse, la géographie appliquée aux voyages, le service de la cave et de la cuisine, la connaissance des denrées, les règles de morale et de bonne tenue, le service et le régime des hôtels dont l'économie et la gestion hôtelière.
En janvier 1910, le syndicat général de l’industrie hôtelière et des grands hôtels de Paris crée l’école d’industrie hôtelière de Paris, située rue Jean-Jacques-Rousseau, près du musée du Louvre. D'autres établissement seront ensuite créés en France, notamment à Aix-les-Bains et à Thonon-les-Bains (en 1912), puis à Nice (en 1914). Durant cette période, d'autres pays européens créent également leurs filières éducatives dans l'hôtellerie et la restauration, notamment, l'Allemagne, l'Autriche et l'Italie.

## Classement des écoles hôtelières
En 2023, le classement mondial des universités QS (QS World University Rankings) nous indique que les écoles hôtelières les plus réputées internationalement sont situées en Suisse, sept d'entre elles étant classées au dix premières places:
1. École hôtelière de Lausanne à Le Chalet-à-Gobet en Suisse;
2. University of Nevada-Las Vegas, aux États-Unis;
3. SHMS - Swiss Hotel Management School, à Montreux (Suisse)
4. Les Roches International School of Hotel Management (en) à Crans-Montana, en Suisse;
5. Institut de hautes études de Glion, en Suisse;
6. Cesar Ritz Colleges (en) au Bouveret, en Suisse;
7. Hotel Institute Montreux, à Montreux en Suisse;
8. Culinary Arts Academy Switzerland, au Bouveret, en Suisse
9. Hotelschool The Hague, à La Haye, au Pays-Bas;
10. Macao Institute for Tourism Studies (IFTM) à Macao, en Chine.

En ce qui concerne la France, c'est l'École hôtelière Vatel qui figure en haut du classement des business school en 2023 qui la classe 1re école hôtelière en France et 11e dans le monde, dans la catégorie Hospitality & Leisure Management (hôtellerie - gestion de l'hospitalité et des loisirs).

## Dans la culture populaire

### Au cinéma
La comédie musicale documentaire du réalisateur et scénariste français Jacques Deschamps, réalisée en 2019 et intitulée Les Petits Maîtres du Grand Hôtel est un film documentaire parfois chanté sur l’apprentissage de d'élèves, tourné à l’hôtel d’application du lycée des métiers de l’hôtellerie et du tourisme de Grenoble-Lesdiguières.

### Dans la littérature
L’Amour comme on l’apprend à l’école hôtelière, édité chez P.O.L en 2006 est un roman de l'écrivain français Jacques Jouet.

### Personnalités ayant été élèves ou enseignants en lycée hôtelier

#### Élèves
- Alain Ducasse, célèbre chef cuisinier multi étoilé au Guide Michelin, a été élève à l’école hôtelière de Talence d'où il sortira sans diplôme.
- Jacques Faizant, dessinateur de presse (1918 - 2006) et éditorialiste du Figaro, a été élève à l'école hôtelière de Nice.
- Gil Galasso maître d'hôtel français et professeur de service en salle, a étudié au lycée hôtelier de Toulouse de 1982 à 1987.
- Xavier Iacovelli, Sénateur français, né en 1981, est un ancien élève de l’école hôtelière de Paris-Jean Drouant où il a réussi à obtenir un BTS.
- Bruno Loubet, chef cuisinier, né en 1961, ancien élève à l'école hôtelière de Talence.
- Georges Plassat, né en 1949, homme d'affaires français et ancien dirigeant de groupes de la grande distribution (Carrefour, Casino), est un ancien élève de l'École hôtelière de Lausanne.

### Enseignants
- Dominique Loiseau, femme d'affaires française.et épouse du chef Bernard Loiseau a enseigné au lycée technique hôtelier Jean-Drouant de Paris entre 1978 et 1985.
- Marc Angel, député luxembourgeois, puis député européen, né en 1961 fut professeur au Lycée technique hôtelier Alexis-Heck de Diekirch;
- François-Xavier Bellamy, député européen, né en 1965, fut professeur de philosophie au lycée hôtelier de Guyancourt;
- Kandia Camara, Ministre d'État ivoirienne, née en 1959, fut professeur d'anglais de spécialité au lycée professionnel hôtelier d'Abidjan;